# Entomobrya laguna
Entomobrya laguna är en urinsektsart som beskrevs av Christine D. Bacon 1913. Entomobrya laguna ingår i släktet Entomobrya och familjen brokhoppstjärtar. Inga underarter finns listade i Catalogue of Life.